# مقهى جيربو

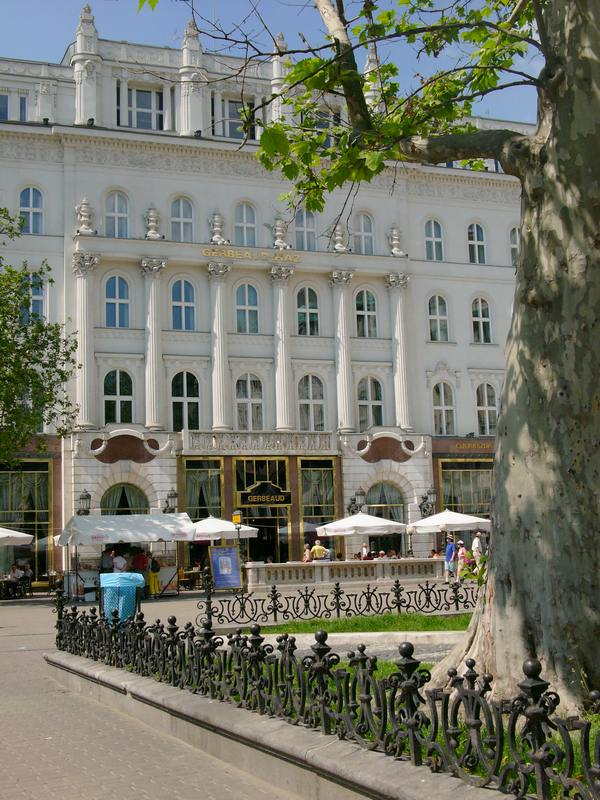
مقهى جيربو.

مقهى جيربو هو مقهى يقع في مدينة بودابست عاصمة المجر، أفتتح في عام 1858. وفي عام 2009 تم افتتاح فرع ثاني للمقهى في مدينة طوكيو في اليابان.